# Stazione di Gidea Park
La stazione di Gidea Park è una stazione ferroviaria della Great Eastern Main Line, situata nel quartiere omonimo, nel borgo londinese di Havering.

## Movimento
L'impianto è servito dai treni in servizio sulla Elizabeth Line, gestiti da Transport for London.